# Sinfonia antartica
La Sinfonia antartica ("Simfonia antàrtica") és el títol italià que Ralph Vaughan Williams va donar a la seva Setena Simfonia, interpretada per primera vegada el 1953. Es va basar en la música incidental que el compositor havia escrit per a la pel·lícula de 1948 Scott of the Antarctic .

## Història i primeres actuacions
A mitjans de la dècada de 1940, Vaughan Williams havia escrit cinc simfonies de característiques molt diferents, des de la Sea Symphony coral (1909) fins a la turbulenta i discordant Quarta (1934) i la serena Cinquena (1943), que per alguns va ser el cant del cigne simfònic del cigne del compositor septuagenari. Encara hi havia quatre simfonies més per venir; la Sisena es va estrenar el 1948. Després de completar-la, Vaughan Williams va emprendre una banda sonora important per acompanyar el film Scott of the Antarctic produït per Michael Balcon i dirigit per Charles Frend. El compositor es va interessar i es va emocionar profundament per la història de la desastrosa expedició polar de Robert Falcon Scott i els seus companys, i li va venir al cap la música suggerida pel gel i el vent, els pingüins i les balenes. Abans fins i tot de veure el guió de la pel·lícula, havia compost la major part de la partitura. El seu biògraf Michael Kennedy escriu que la partitura autògrafa conté 996 compassos de música, dels quals aproximadament la meitat es va utilitzar a la pel·lícula acabada.
Mentre escrivia la música per la pel·lícula, Vaughan Williams havia començat a sentir que més tard podria constituir la base d'una simfonia. Va treballar-hi de manera intermitent durant els anys següents, entre altres composicions importants, inclosa la seva òpera The Pilgrim's Progress. A principis de 1952 la simfonia estava completa. El seu assistent musical Roy Douglas va tocar un arranjament per a piano a un grup de músics com Arthur Bliss, Gerald Finzi i Edward Dent⁣; també en el grup hi havia Ernest Irving, director musical dels Ealing Film Studios, que havia encarregat la partitura de la pel·lícula i a qui Vaughan Williams va dedicar la nova simfonia. Una partitura orquestral va ser enviada a Sir John Barbirolli, que havia aconseguit l'acord del compositor per dirigir l'estrena. L'obra va ser presentada per primera vegada en públic el 14 de gener de 1953 al Free Trade Hall de Manchester, per Barbirolli i l'Orquestra i el Cor Hallé amb Margaret Ritchie en el solo de soprano sense paraules. Els intèrprets van repetir l'actuació al mateix lloc l'endemà al vespre i van oferir l'estrena de Londres al Royal Festival Hall el 21 de gener. El títol de la simfonia es va canviar a l'últim moment de Sinfonia Antarctica a Sinfonia Antartica, per tal d'utilitzar l'ortografia italiana de manera coherent en les dues paraules.
La primera actuació nord-americana va ser realitzada el 2 d'abril de 1953 per l'⁣Orquestra Simfònica de Chicago dirigida per Rafael Kubelík. L'estrena australiana va ser a càrrec de l'⁣Orquestra Simfònica de Sydney dirigida per Eugene Goossens el 17 de juny de 1953.

## Partitura
L'obra està escrita per a una gran orquestra que inclou:
- Instruments de vent fusta: tres flautes (3r doblant amb piccolo), dos oboès, corn anglès, dos clarinets, clarinet baix, dos fagots, contrafagot
- Metall: quatre trompes, tres trompetes, tres trombons, tuba
- Percussió: timbals, caixa, bombo, plats, triangle, gong, campanes, xilòfon, glockenspiel, vibràfon, màquina de vent
- Teclats: celesta, piano, orgue (en el tercer moviment)
- Cordes: arpa i cordes
- Veus: (primer i últim moviment) solo de soprano, cor de dones a tres parts.

## Anàlisi musical
Una actuació típica dura uns 45 minuts. Hi ha cinc moviments. El compositor va especificar que el tercer moviment conduïa directament al quart. La partitura inclou una breu cita literària a l'inici de cada moviment. De vegades es declamen en interpretacions (i enregistraments), encara que el compositor no va dir que estaven destinats a formar part d'una interpretació de l'obra.
1. Prelude: Andante maestoso
- Patir mals que l'esperança creu infinits,/ Perdonar mals més foscos que la mort o la nit,/ Desafiar el poder que sembla omnipotent,/ . . . / Ni canviar, ni vacil·lar, ni penedir-se:/ Això... és ser/ Bo, gran i joiós, bell i lliure,/ Això només és Vida, Goig, Imperi i Victòria. (cita de Shelley, Prometheus Unbound)

2. Scherzo: Moderato
- tot navegant el solquen els vaixells, i Leviatan, que creares per jugar-hi.. (citació del Salm 104, vers 26)

3. Paisatge: Lento
- Ye ice falls! Ye that from the mountain's brow/ Adown enormous ravines slope amain —/ Torrents, methinks, that heard a mighty voice,/ And stopped at once amid their maddest plunge!/ Motionless torrents! Silent cataracts! (citació de Coleridge, Hymn before Sunrise, a la vall de Chamouni)

4. Intermezzo: Andante sostenuto
- Amor, tots iguals, cap estació sap, ni cap clima,/ Ni hores, dies, mesos, quins són els draps del temps. (cita de Donne, The Sun Rising)

5. Epíleg: Alla marcia, moderato (non troppo allegro)
- No em penedeixo d'aquest viatge; ens vam arriscar, sabíem que els assumíem, ens han sortit coses en contra, per tant, no tenim motiu de queixar-nos. (citació de l'últim diari del capità Scott)

Ocasionalment, a les interpretacions i enregistraments, abans de cada moviment es reciten les cites anteriors; en els enregistraments es van incloure al primer de Sir Adrian Boult per a Decca amb Sir John Gielgud (supervisat pel compositor) el 1954, i al d'⁣André Previn per a RCA amb Sir Ralph Richardson.

## Enregistraments
| Conductor              | Orchestra                       | Chorus                               | Soloist            | Narrator          | Recorded                                                             | Cat no                            |
| ---------------------- | ------------------------------- | ------------------------------------ | ------------------ | ----------------- | -------------------------------------------------------------------- | --------------------------------- |
| Sir John Barbirolli    | Hallé Orchestra                 | Hallé Choir                          | Margaret Ritchie   | —                 | Free Trade Hall, 15–16 June 1953                                     | HMV ALP 1102                      |
| Sir Adrian Boult       | London Philharmonic             | London Philharmonic Choir            | Margaret Ritchie   | John Gielgud      | Kingsway Hall, 10–11 Dec 1953                                        | Decca LXT 2912                    |
| André Previn           | London Symphony Orchestra       | Ambrosian Singers                    | Heather Harper     | Ralph Richardson  | Kingsway Hall, 14–16 Sept 1967                                       | RCA Victor SB 6736                |
| Sir Adrian Boult       | London Philharmonic             | London Philharmonic Choir            | Norma Burrowes     | —                 | Kingsway Hall, 18–21 Nov 1969                                        | HMV ASD 2631                      |
| Ainslee Cox            | American Symphony Orchestra     | ASO Women's Chorus                   | Jacqueline Pierce  | Franklin Williams | Carnegie Hall, 13 April 1970                                         | CRQ Ediions CD 251                |
| Bernard Haitink        | London Philharmonic             | London Philharmonic Choir            | Sheila Armstrong   | —                 | Royal Festival Hall, 27 Nov 1984                                     | LPO-0072                          |
| Bernard Haitink        | London Philharmonic             | London Philharmonic Choir            | Sheila Armstrong   | —                 | Abbey Road, 28–29 Nov 1984                                           | EMI CDC 7 47516 2                 |
| Gennadi Rozhdestvensky | USSR State Symphony Orchestra   | Chamber Choir of Moscow Conservatory | Elena Dof-donskaya | —                 | Philharmonia Building, Leningrad, 28 April 1989                      | Melodiya CD 10-02170-5            |
| Bryden Thomson         | London Symphony Orchestra       | LSO Chorus                           | Catherine Bott     | —                 | St Jude-on-the-Hill, Hampstead, 19–22 June 1989                      | Chandos CHAN 8796                 |
| Vernon Handley         | Royal Liverpool Philharmonic    | Liverpool Philharmonic Choir         | Alison Hargan      | —                 | Philharmonic Hall, Liverpool, April 1990                             | EMI Eminence CD EMX 2173          |
| Leonard Slatkin        | Philharmonia Orchestra          | Philharmonia Chorus                  | Linda Hohenfeld    | —                 | Abbey Road, 28–29 Nov 1991                                           | RCA Victor Red Seal 09026-61195-2 |
| Raymond Leppard        | Indianapolis Symphony Orchestra | Indianapolis Symphonic Choir         | Dominique Labelle  | —                 | 27–29 April 1992                                                     | Koss Classics KC 2214             |
| Andrew Davis           | BBC Symphony Orchestra          | BBC Symphony Chorus                  | Patricia Rozario   | —                 | St Augustine's Church, London, March 1996                            | Teldec 0630-13139-2               |
| Kees Bakels            | Bournemouth Symphony Orchestra  | Waynflete Singers                    | Lynda Russell      | David Timson      | Poole Arts Centre, 6–7 Sept 1996                                     | Naxos 8.550737                    |
| Sir Andrew Davis       | Bergen Philharmonic             | Bergen Philharmonic Choir, Grieg Kor | Mari Eriksmoen     | —                 | Grieghallen, Bergen, 30 Jan to 2 Feb 2017                            | Chandos CHSA 5186                 |
| Andrew Manze           | Royal Liverpool Philharmonic    | Liverpool Philharmonic Choir         | Rowan Pierce       | Timothy West      | Philharmonic Hall, Liverpool, 28 Sept 2018                           | ONYX, ONYX4190                    |
| Sir Mark Elder         | Hallé Orchestra                 | Hallé Choir                          | Sophie Bevan       | —                 | Bridgewater Hall, Manchester, 24 January 2019, live and in rehearsal | Hallé CD HLD 7558                 |